# Wega (häst)

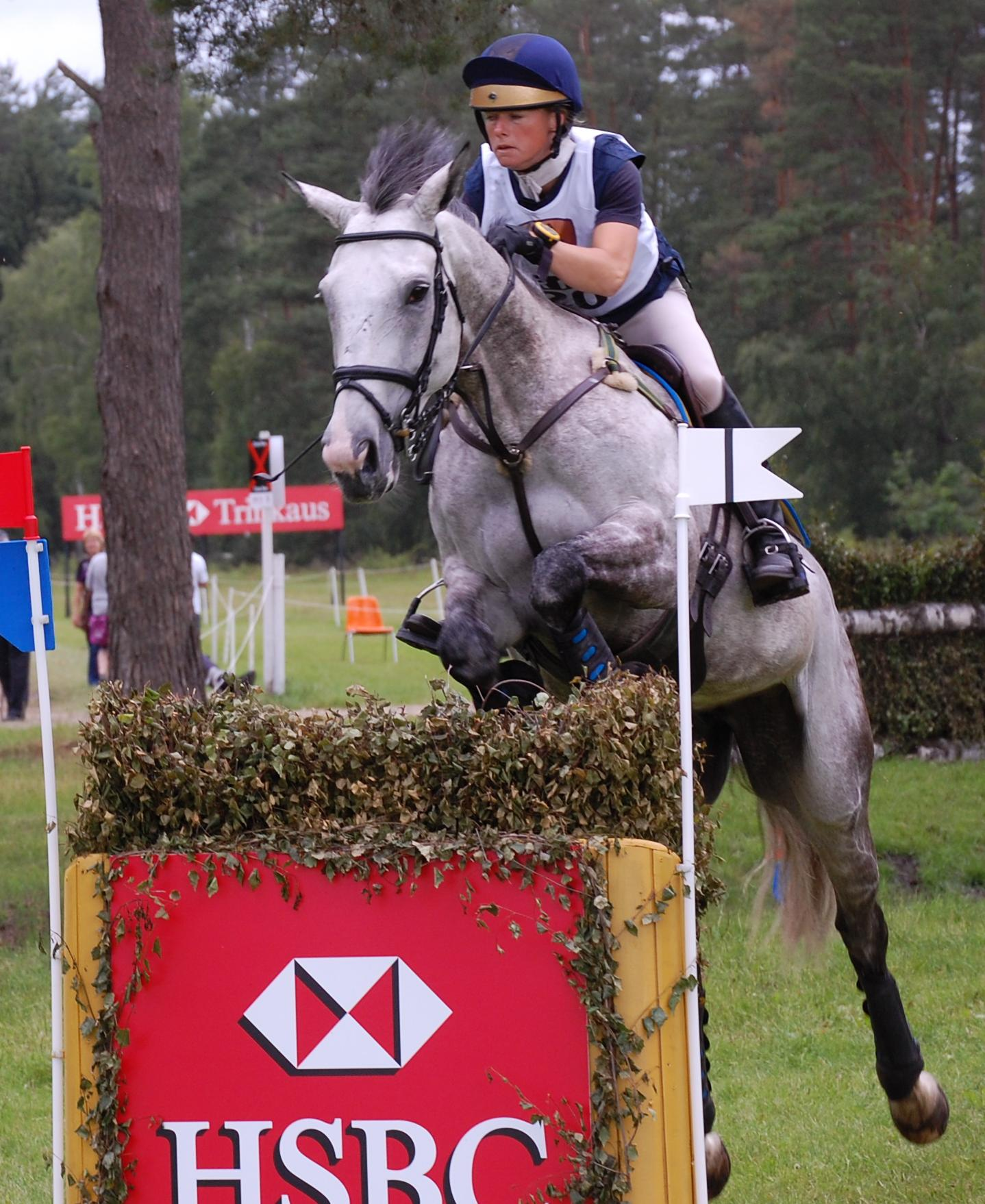
Wega och Sara Algotsson Ostholt 2011.

Wega, född 2001, är en svensk halvblodshäst. Hon är ett sto som är en skimmel. Hästen vann silver i fälttävlan vid OS i London 2012 med Sara Algotsson Ostholt som ryttare.
Wega är uppfödd och ägs av Sara Algotsson Ostholts mamma Margareta Algotsson. Hon är avkomma till La Fair, den häst som systern Linda Algotsson deltog med på OS 2012.